# Viacheslav Soloviov
Viacheslav Dmítrievich Soloviov (en ruso: Вячеслав Дмитриевич Соловьёв; 18 de enero de 1925—7 de septiembre de 1996, Moscú) fue un futbolista y entrenador soviético. Como jugador de fútbol actuó de delantero, principalmente en el PFC CSKA Moscú, con quien se proclamó cinco veces campeón de la liga soviética.

## Trayectoria
Viacheslav Soloviov desarrolló prácticamente toda su carrera en el CSKA Moscú, equipo en el que se convirtió en uno de los máximos goleadores históricos y miembro del histórico equipo de los tenientes del club moscovita. Tras la polémica disolución del CSKA por el gobierno estalinista en 1952, Soloviov tuvo que cambiar de club. Sus últimos años los pasó en el MVO Moscú y en el Torpedo Moscú.
En 1954 se retiró como futbolista e inició su carrera como entrenador de fútbol. En ese mismo año dirigió al Krylia Sovetov Kuybyshev, club al que entrenó tres temporadas. En su dilatada carrera como técnico entrenó al CSKA Moscú, FC Dynamo Kiev, Dinamo Moscú, Dynamo Leningrado, FC Dinamo Tbilisi, SC Tavriya Simferopol y en varios clubes del Cáucaso y Asia Central como el Neftchi Baku PFC, FC Pakhtakor Tashkent, FC Pamir Dushanbe y FC Alga Bishkek, que fue su último equipo en 1991.

## Palmarés

### Como jugador
- Soviet Top Liga: 1946, 1947, 1948, 1950, 1951.
- Copa de la URSS: 1948, 1951.

### Como entrenador
- Soviet Top Liga: 1961.